# 日本絵本賞
日本絵本賞（にっぽんえほんしょう）は、公益社団法人全国学校図書館協議会が主催する、日本国内で出版された絵本に贈られる賞。「絵本芸術の普及、絵本読書の振興、絵本出版の発展に寄与する」ことが目的。1978年から1992年まで全国学校図書館協議会と読売新聞社が主催していた絵本にっぽん賞を継承するものとして、1995年から開始された。
毎年開催され、前年に日本国内で出版された絵本を対象とし、最優秀作品に日本絵本賞大賞、優れた作品に日本絵本賞、翻訳絵本の優れた作品に日本絵本賞翻訳賞が贈られる。また、過去には読者が選ぶ賞として日本絵本賞読者賞（山田養蜂場賞）があった。

## 選考方法
前年9月から同年8月までに出版された絵本を対象に、全国学校図書館協議会絵本委員会において第1次選考、第2次選考を行い、次に、作家・画家・絵本研究者・美術評論家などの中から、主催者が委嘱した最終選考委員による最終選考会で、「日本絵本賞」受賞作品（4点以内）を決定する。「日本絵本賞」に選ばれた作品の中から、最も優れた作品1点を「日本絵本賞大賞」とする。「日本絵本賞」は翻訳絵本も対象とし、該当作品がある場合は「日本絵本賞翻訳絵本賞」（1点）とする。いずれの賞も、該当作品がない場合は授賞しない。

### 選考委員
- 第27回[1]
  - 松本猛（絵本・美術評論家。選考委員長）、伊藤たかみ（作家）、福田美蘭（画家）、小塚昌弘（読書推進運動協議会事務局長）、小林功（全国学校図書館協議会絵本委員会委員長）

## 日本絵本賞・歴代受賞作

### 日本絵本賞大賞[2]
- 第1回（1995年） - 「はやくねてよ」（あきやまただし）
- 第2回（1996年） - 該当作なし
- 第3回（1997年） - 「しらんぷり」（作・絵/梅田俊作、梅田佳子）
- 第4回（1998年） - 「きつねにょうぼう」（再話/長谷川摂子、絵/片山健）
- 第5回（1999年） - 「マッコウの歌： しろいおおきなともだち」（写真・文/水口博也）
- 第6回（2000年） - 「でんしゃえほん」（井上洋介）
- 第7回（2001年） - 「けんかのきもち」（文/柴田愛子、絵/伊藤秀男）
- 第8回（2002年） - 「なつのいけ」（文/塩野米松、絵/村上康成）
- 第9回（2003年） - 「ぼくの見た戦争：2003年イラク」（写真・文/高橋邦典）
- 第10回（2004年） - 「ないた」（作/中川ひろたか、絵/長新太）
- 第11回（2005年） - 「マーシャと白い鳥：ロシアの民話」（再話/ミハイル・ブラートフ、文・絵/出久根育）
- 第12回（2006年） - 「おかあさん、げんきですか。」（作/後藤竜二、絵/武田美穂）
- 第13回（2007年） - 「よしおくんがぎゅうにゅうをこぼしてしまったおはなし」（作・絵/及川賢治、竹内繭子）
- 第14回（2008年） - 「ブラッキンダー」（作/スズキコージ）
- 第15回（2009年） - 「カワセミ 青い鳥見つけた」（文・写真/嶋田忠）
- 第16回（2010年） - 「ものすごくおおきなプリンのうえで」（文/二宮由紀子、絵/中新井純子）
- 第17回（2011年） - 「もりのおくのおちゃかいへ」（みやこしあきこ）
- 第18回（2012年） - 「オオカミがとぶひ」（ミロコマチコ）
- 第19回（2013年） - 「きょうはマラカスのひ：クネクネさんのいちにち」（樋勝朋巳）
- 第20回（2014年） - 「ふしぎなともだち」（たじまゆきひこ）
- 第21回（2015年） - 「30000このすいか」（あきびんご）
- 第22回（2016年） - 「きょうはそらにまるいつき」（荒井良二）
- 第23回（2017年） - 「わくせいキャベジ動物図鑑」（tupera tupera）
- 第24回（2018年） - 「もぐらはすごい」（作/アヤ井アキコ、監修/川田伸一郎）
- 第25回（2019年） - 「くろいの」（作/田中清代）
- 第26回（2020年） - 該当作なし
- 第27回（2021年） - 「たまごのはなし」（作/しおたにまみこ）
- 第28回（2022年） - 「ＰＩＨＯＴＥＫ：北極を風と歩く」（文/荻田泰永、絵/井上奈奈）
- 第29回（2023年） - 「ゆうやけにとけていく」（作/ザ・キャビンカンパニー）
- 第30回（2025年） - 「ぼくは ふね」（五味太郎）

### 日本絵本賞[3]
- 第1回（1995年） - 「おばあちゃんがいるといいのにな」（文/松田素子、絵/石倉欣二）、「スプーンぼしとおっぱいぼし」（写真・文/八板康麿、絵・構成/杉浦範茂）
- 第2回（1996年） - 「せとうちたいこさんデパートいきタイ」（さく/長野ヒデ子）、「アフリカの音」（沢田としき）、「ぼくたちのコンニャク先生」（写真・文/星川ひろ子）
- 第3回（1997年） - 「からだっていいな」（さく/山本直英、片山健）、「ねこのシジミ」（和田誠）
- 第4回（1998年） - 「ゴムあたまポンたろう」（作/長新太）、「キリンさん」（詩/まど・みちお、絵/南塚直子）
- 第5回（1999年） - 「がたごと がたごと」（文/内田麟太郎、絵/西村繁男）、「かずあそび ウラパン・オコサ」（作/谷川晃一）
- 第6回（2000年） - 「あした うちに ねこが くるの」（文/石津ちひろ、絵/ささめやゆき）、「パヨカカムイ：ユカラで村をすくったアイヌのはなし」（ぶん/かやのしげる、絵/いしくらきんじ）
- 第7回（2001年） - 「どんどこ ももんちゃん」（さく・え/とよたかずひこ）、「ねえ とうさん」（作/佐野洋子）
- 第8回（2002年） - 「さらば、ゆきひめ」（文・絵/宮本忠夫）、「おばあちゃんは木になった」（写真・文/大西暢夫）
- 第9回（2003年） - 「オー・スッパ」（文/越野民雄、絵/高畠純）、「きつねのかみさま」（作/あまんきみこ、絵/酒井駒子）
- 第10回（2004年） - 「いろはにほへと」（文/今江祥智、絵/長谷川義史）、「さくら子のたんじょう日」（作/宮川ひろ、絵/こみねゆら）
- 第11回（2005年） - 「どんなかんじかなあ」（作/中山千夏、絵/和田誠）、「ルフランルフラン」（著/荒井良二）
- 第12回（2006年） - 「ここが家だ：ベン・シャーンの第五福竜丸」（構成・文/アーサー・ビナード、絵/ベン・シャーン）、「うさぎのさとうくん」（さく・え/相野谷由起）、「ホームランを打ったことのない君に」（作/長谷川集平）
- 第13回（2007年） - 「悪魔のりんご」（文/舟崎克彦、画/宇野亜喜良）、「ふってきました」（文/もとしたいづみ、絵/石井聖岳）、「ぼくがラーメンたべてるとき」（作・絵/長谷川義史）
- 第14回（2008年） - 「屋上のとんがり帽子」（折原恵）、「したのどうぶつえん」（あきびんご）、「マーガレットとクリスマスのおくりもの」（植田真）
- 第15回（2009年） - 「オオカミのおうさま」（文/きむらゆういち、絵/田島征三）、「すやすやタヌキがねていたら」（文/内田麟太郎、絵/渡辺有一）
- 第16回（2010年） - 「のっぺらぼう」（文/杉山亮、絵/軽部武宏）、「5ひきのすてきなねずみ ひっこしだいさくせん」（文・絵/たしろちさと）
- 第17回（2011年） - 「きつね、きつね、きつねがとおる」（作/伊藤遊、絵/岡本順）、「へちまのへーたろー」（作/二宮由紀子、絵/スドウピウ）
- 第18回（2012年） - 「しげるのかあちゃん」（作/城ノ内まつ子、絵/大畑いくの）、「シルクハットぞくはよなかのいちじにやってくる」（作/おくはらゆめ）、「ともだち できたよ」（文/内田麟太郎、絵/こみねゆら）
- 第19回（2013年） - 「あんちゃん」（高部晴市）、「カエルのおでかけ」（高畠那生）
- 第20回（2014年） - 「みずくみに」（飯野和好）、「12にんのいちにち」（杉田比呂美）
- 第21回（2015年） - 「タケノコごはん」（文/大島渚、絵/伊藤秀男）、「ゆらゆらチンアナゴ」（写真/横塚眞己人、文/江口絵理）
- 第22回（2016年） - 「イモリくんヤモリくん」（さく・え/松岡たつひで）、「くじらさんのーたーめならえんやこーら」（作/内田麟太郎、絵/山村浩二）、「干したから…」（写真・文/森枝卓士）
- 第23回（2017年） - 「ばけバケツ」（作/軽部武宏）、「ドームがたり」（作/アーサー・ビナード、画/スズキコージ）
- 第24回（2018年） - 「大根はエライ」（文・絵/久住昌之）、「たぬきの花よめ道中」（作/最上一平、絵/町田尚子）
- 第25回（2019年） - 「なまえのないねこ」（文/竹下文子、絵/町田尚子）、「金の鳥：ブルガリアのむかしばなし」（文/八百板洋子、絵/さかたきよこ）、「ぱんつさん」（たなかひかる）
- 第26回（2020年） - 「こどもたちはまっている」（荒井良二）、「このかみなあに？　トイレットペーパーのはなし」（谷内つねお）、「ぼくがふえをふいたら」（阿部海太）
- 第27回（2021年） - 「おすしやさんにいらっしゃい!生きものが食べものになるまで」（文/おかだだいすけ、写真/遠藤宏）、「はるのひ」（作/小池アミイゴ）
- 第28回（2022年） - 「がっこうにまにあわない」（作・絵/ザ・キャビンカンパニー）、「ねことことり」（作/たてのひろし、絵/なかの真実）、「橋の上で」（文/湯本香樹実、絵/酒井駒子）
- 第29回（2023年） - 「おきにいりのしろいドレスをきてレストランにいきました」（作/渡辺朋、絵/高畠那生）、「かぜがつよいひ」（作/昼田弥子、絵/シゲリカツヒコ）、「どんぐり」（作/たてのひろし）
- 第30回（2024年） - 「ひとのなみだ」（文/内田麟太郎、絵/nakaban）、「ゆきのこえ」（文/おーなり由子、絵/はたこうしろう）

### 日本絵本賞翻訳絵本賞
- 第1回（1995年） - 「だれか、そいつをつかまえろ！」（さく/ピーター・アーマー、え/アンドリュー・シャケット、やく/二宮由紀子）
- 第2回（1996年） - 「お月さまってどんなあじ？」（絵と文/ミヒャエル・グレイニェク、やく/いずみちほこ）
- 第3回（1997年） - 「ダチョウのくびはなぜながい？」（文/ヴァーナ・アーダマ、絵/マーシャ・ブラウン、訳/まつおかきょうこ）
- 第4回（1998年） - 「ゆき」（作/ユリ・シュルヴィッツ、訳/さくまゆみこ）
- 第5回（1999年） - 「こんにちは あかぎつね！」（作/エリック・カール、訳/さのようこ）
- 第6回（2000年） - 「ジョットという名の少年：羊がかなえてくれた夢」（文/パオロ・グアルニエーリ、絵/ビンバ・ランドマン、訳/せきぐちともこ）
- 第7回（2001年） - 「キツネ」（文/マーガレット・ワイルド、絵/ロン・ブルックス、訳/寺岡襄）
- 第8回（2002年） - 「パパのカノジョは」（作/ジャニス・レヴィ、絵/クリス・モンロー、訳/もん）
- 第9回（2003年） - 「きつねとうさぎ：ロシアの昔話」（絵/フランチェスカ・ヤールブソワ、構成/ユーリー・ノルシュティン、訳/こじまひろこ）
- 第10回（2004年） - 「エリカ 奇跡のいのち」（文/ルース・バンダー・ジー、絵/ロベルト・インノチェンティ、訳/柳田邦男）
- 第11回（2005年） - 「ふつうに学校にいくふつうの日」（文/コリン・マクノートン、絵/きたむらさとし、訳/柴田元幸）
- 第12回（2006年） - 該当作なし
- 第13回（2007年） - 該当作なし
- 第14回（2008年） - 該当作なし
- 第15回（2009年） - 「おとうさんのちず」（文・絵/ユリ・シュルヴィッツ、訳/さくまゆみこ）
- 第16回（2010年） - 「ひみつだから！」（文・絵/ジョン・バーニンガム、訳/福本友美子）
- 第17回（2011年） - 「どうぶつがすき」（さく/パトリック・マクドネル、やく/なかがわちひろ）
- 第18回（2012年） - 該当作なし
- 第19回（2013年） - 「はしれ、トト！」（さく/チョウンヨン、やく/ひろまつゆきこ）
- 第20回（2014年） - 「ヨハンナの電車のたび」（作/カトリーン・シェーラー、訳/松永美穂）
- 第21回（2015年） - 「まって」（作/アントワネット・ポーティス、訳/椎名かおる）
- 第22回（2016年） - 該当作なし
- 第23回（2017年） - 「シャクルトンの大漂流」（作/ウィリアム・グリル、訳/千葉茂樹）
- 第24回（2018年） - 「あめだま」（作/ペク・ヒナ、訳/長谷川義史）
- 第25回（2019年） - 該当作なし
- 第26回（2020年） - 「虫ガール　ほんとうにあったおはなし」（文/ソフィア・スペンサー、文/マーガレット・マクナマラ、絵/ケラスコエット、訳/福本友美子）
- 第27回（2021年） - 「夜をあるく」（作/マリー・ドルレアン、訳/よしいかずみ）
- 第28回（2022年） - 該当作なし
- 第29回（2023年） - 該当作なし
- 第30回（2024年） - 「ねえ、おぼえてる？」（作/シドニー・スミス、訳/原田勝）

### 日本絵本賞読者賞（山田養蜂場賞）
※ 1997年新設
- 第3回（1997年） - 「サニーのおねがい 地雷ではなく花をください」（絵/葉祥明、文/柳瀬房子）
- 第4回（1998年） - 「くもくん」（作/いとうひろし）
- 第5回（1999年） - 該当作なし
- 第6回（2000年） - 「すみっこのおばけ」（作・絵/武田美穂）
- 第7回（2001年） - 「だめよ、デイビッド！」（さく/デイビッド・シャノン、やく/小川仁央）
- 第8回（2002年） - 「てではなそうきらきら」（さく/さとうけいこ、え/さわだとしき）
- 第9回（2003年） - 「天使のかいかた」（さく/なかがわちひろ）
- 第10回（2004年） - 「あらまっ！」（文/ケイト・ラム、絵/エイドリアン・ジョンソン、訳/石津ちひろ）
- 第11回（2005年） - 「しゃっくりがいこつ」（作/マージェリー・カイラー、絵/S・D・シンドラー、訳/黒宮純子）
- 第12回（2006年） - 「おかあさん、げんきですか。」（作/後藤竜二、絵/武田美穂）
- 第13回（2007年） - 「ふしぎなキャンディーやさん」（作・絵/みやにしたつや）
- 第14回（2008年） - 「クラウディアのいのり」（文/村尾靖子、絵/小林豊）
- 第15回（2009年） - 「水おとこのいるところ」（文/イーヴォ・ロザーティ、絵/ガブリエル・パチェコ、訳/田中桂子）
- 第16回（2010年） - 「のっぺらぼう」（文/杉山亮、絵/軽部武宏）
- 第17回（2011年） - 「ぼくのトイレ」（作・絵/鈴木のりたけ）
- 第18回（2012年） - 「しろくまのパンツ」（作/tupera tupera）
- 第19回（2013年） - 「キリンがくる日」（文/志茂田景樹、絵/木島誠悟）
- 第20回（2014年） - 「だいおういかのいかたろう」（作・絵/ザ・キャビンカンパニー）
- 第21回（2015年） - 「おひめさまはねむりたくないけれど」（作/メアリー・ルージュ、絵/パメラ・ザガレンスキー、訳/浜崎絵梨）
- 第22回（2016年） - 「どうぶつドドド」（作・絵/矢野アケミ）
- 第23回（2017年） - 「しんごうきピコリ」（作・絵/ザ・キャビンカンパニー）
- 第24回（2018年） - 「あめだま」（作/ペク・ヒナ、訳/長谷川義史）
- 第25回（2019年） - 選考中止

### 日本絵本賞選考委員特別賞
- 第4回（1998年） - 「14歳とタウタウさん」（作・絵/梅田俊作、梅田佳子）

## 絵本にっぽん賞・歴代受賞作

### 絵本にっぽん大賞[4]
- 第1回（1978年） - 「ふくろう」（写真・文/宮崎学）
- 第2回（1979年） - 「ふうれんこのはくちょうじいさん」（ぶん・え/井口文秀）
- 第3回（1980年） - 「ひろしまのピカ」（文・絵/丸木俊）
- 第4回（1981年） - 「キャベツくん」（文・絵/長新太）
- 第5回（1982年） - 「こんこんさまにさしあげそうろう」（さく/森はな、え/梶山俊夫）
- 第6回（1983年） - 「まつげの海のひこうせん」（作/山下明生、絵/杉浦範茂）
- 第7回（1984年） - 「ちさとじいたん」（詩/阪田寛夫、絵/織茂恭子）
- 第8回（1985年） - 「絵で見る日本の歴史」（作/西村繁男）
- 第9回（1986年） - 「さかさまライオン」（文/内田麟太郎、絵/長新太）
- 第10回（1987年） - 「ぼうし」（せがわやすお）
- 第11回（1988年） - 「雨のにおい星の声」（ぶん/赤座憲久、え/鈴木義治）
- 第12回（1989年） - 「がたたん たん」（作/やすいすえこ、絵/福田岩緒）
- 第13回（1990年） - 「ふゆめがっしょうだん」（写真/冨成忠夫、茂木透、文/長新太）
- 第14回（1991年） - 「ぶな森のキッキ」（作/今村葦子、絵/遠藤てるよ）
- 第15回（1992年） - 「となりのせきのますだくん」（作・絵/武田美穂）

### 絵本にっぽん賞[5]
- 第1回（1978年） - 「じごくのそうべえ」（文・絵/田島征彦）、「えんとつにのぼったふうちゃん」（作・絵/宮本忠夫）、「とりかえっこ」（作/さとうわきこ、絵/二俣英五郎）
- 第2回（1979年） - 「イエペはぼうしがだいすき」（写真/石亀泰郎、文/文化出版局編集部）、「きょうはなんのひ？」（作/瀬田貞二、絵/林明子）、「天動説の絵本」（安野光雅）
- 第3回（1980年） - 「あいうえおうさま」（絵/和歌山静子、デザイン/杉浦範茂）、「ばあちゃんのなつやすみ」（作・絵/梅田俊作、梅田佳子）、「絵本玉虫厨子の物語」（作/平塚武二、画/太田大八）
- 第4回（1981年） - 「八方にらみねこ」（文/武田英子、絵/清水耕蔵）、「おばけのどろんどろんとぴかぴかおばけ」（作・絵/わかやまけん）、「アマゾンのネプチューンカブト」（原案・絵/松岡達堪、構成・文/鈴木良武）
- 第5回（1982年） - 「鳥の島」（作/川端誠）、「オコジョのすむ谷」（写真・文/増田房樹）、「しまふくろうのみずうみ」（絵・文/手島圭三郎）
- 第6回（1983年） - 「ロミラのゆめ-ヒマラヤの少女のはなし-」（文/金田卓也、絵/金田常代）、「まいご」（絵・文/吉田遠志）、「14ひきのあさごはん」（さく/いわむらかずお、ブックデザイン/上条喬久）
- 第7回（1984年） - 「馬のゴン太旅日記」（原作/島崎保久、版画と文/関屋敏隆）、「やいトカゲ」（作/舟崎靖子、絵/渡辺洋二）、「はかまだれ」（作/舟崎克彦、絵/村上豊）
- 第8回（1985年） - 「はしれ、きたかぜ号」（さく/渡辺有一）、「むぎわらぼうし」（作/竹下文子、絵/いせひでこ）、「雑草のくらし―あき地の五年間―」（さく/甲斐信枝）
- 第9回（1986年） - 「ぽんぽん山の月」（文/あまんきみこ、絵/渡辺洋二）
- 第10回（1987年） - 「いたずらララちゃん」（文/なかえよしを、絵/上野紀子）、「ソメコとオニ」（作/斎藤隆介、絵/滝平二郎）、「ある池のものがたり」（さく/三芳悌吉）
- 第11回（1988年） - 「ガラスのめだまときんのつののヤギ」（訳/田中かな子、圖/スズキコージ）、「とべバッタ」（作/田島征三）
- 第12回（1989年） - 「ぼくらの地図旅行」（ぶん/那須正幹、え/西村繁男）、「やまのディスコ」（作/スズキコージ）
- 第13回（1990年） - 「おじいちゃんのまち」（作・絵/野村たかあき）、「ルラルさんのにわ」（さく/いとうひろし）
- 第14回（1991年） - 「もけら もけら」（ぶん/山下洋輔、え/元永定正、構成/中辻悦子）、「ふしぎのおうちはドキドキなのだ」（作・絵/武田美穂）
- 第15回（1992年） - 「だいちゃんとうみ」（さく・絵/太田大八）

### 絵本にっぽん賞特別賞[6]
- 第2回（1979年） - 「からすたろう」（文・絵/やしまたろう）
- 第9回（1986年） - 「かさどろぼう」（さく/シビル・ウェタシンヘ、訳/いのくまようこ）、「西風号の遭難」（絵と文/C・V・オールズバーグ、訳/村上春樹）
- 第11回（1988年） - 「ぼくはおこった」（文/ハーウィン・オラム、絵・訳/きたむらさとし）
- 第13回（1990年） - 「木を植えた男」（原作/ジャン・ジオノ、絵/フレデリック・バック、訳/寺岡襄）
- 第14回（1991年） - 「きょうはみんなでクマがりだ」（再話/マイケル・ローゼン、絵/ヘレン・オクセンバリー、訳/山口文生）
- 第15回（1992年） - 「あたらしいおふとん」（作/アン・ジョナス、訳/角野栄子）、「かようびのよる」（作/デヴィッド・ウィーズナー、訳/当麻ゆか）